# Pou
Pou é um jogo eletrônico em que se cria um animal de estimação virtual, desenvolvido pelo libanês Paul Salameh (listado como Zakeh na Google Play Store). Foi lançado para BlackBerry, Android e iOS, sendo traduzido para 16 idiomas. Seu conceito é semelhante ao do Tamagotchi, um animal de estimação virtual japonês de 1996.
Em 19 de agosto de 2015, foi anunciado no perfil oficial de Pou no Google+ que o jogo receberia um novo tratamento 3D e que um novo aplicativo seria lançado no verão daquele ano. No entanto, este novo aplicativo não foi lançado por motivos desconhecidos.
Em 3 de dezembro de 2019, o jogo deixou de estar disponível por algumas horas da Google Play Store sem aviso prévio, devido a isso, alguns usuários achavam que ele havia sido eliminado. No entanto, horas depois, o jogo retornou com uma nova versão.

## Desenvolvimento
A ideia do jogo surgiu no ano de 2011 como um aplicativo para cuidar de uma mascote virtual e personalizá-la com acessórios após a obtenção de moedas em minijogos ou ao assistir anúncios. O criador, Paul Salameh, retomou o projeto em 2012, adicionando sons que ele mesmo gravou e aprimorando a interação com o jogo, e lançando-o em 5 de agosto.

## Jogabilidade
O jogo consiste em subir de nível, onde se representa Pou, uma mascote triangular, que deve ser alimentado, cuidado e mantido como se fosse uma mascote real.  Além disso, há minijogos no aplicativo e é possível ganhar moedas para comprar roupas, fantasias, mascotes, comida, decorações e modificações do ambiente do jogo jogando diferentes minijogos ou alcançando conquistas. Também é possível interagir com outros Pous visitando-os quando o jogo está conectado à Internet ou jogar com outros Pous como oponentes através de minijogos selecionados como Player-vs-Player (PvP), usando uma conexão Wi-Fi, Bluetooth ou até mesmo pela internet. Pou amadurece no nível 15 ou com uma poção para fazê-lo crescer, poção essa que é paga.